# Renânia-Palatinado
A Renânia-Palatinado (em alemão:  Rheinland-Pfalz) é um dos 16 estados (Länder) da Alemanha, situado no sudoeste do país e parte da Eurorregião Saar-Lor-Lux. Sua capital e maior cidade é Mainz (aportuguesada como Mogúncia).
Foi criado em 1946 pela unificação do sul da Província do Reno e oeste de Hesse-Nassau da Prússia com o distrito administrativo de Palatinado da Baviera e o Hesse Renano do Estado Popular de Hesse, tendo como seus limites os estados da Renânia do Norte-Vestfália ao norte, Hesse a leste, Baden-Württemberg a sudeste, Sarre a sudoeste, os departamentos franceses do Baixo Reno e de Mosela a sul, Luxemburgo a oeste, e a província belga de Liège a noroeste.

## Divisão Administrativa
A Renânia-Palatinado está dividida em 24 distritos (Kreise, singular Kreis; ou ainda distritos rurais: Landkreise, singular Landkreis) e 12 cidades independentes (kreisfreie Städte). 
| 24 distritos (Kreise) da Renânia-Palatinado.                                                                                     | | |
| 1. Ahrweiler 2. Altenkirchen 3. Alzey-Worms 4. Bad Dürkheim 5. Bad Kreuznach 6. Bernkastel-Wittlich 7. Birkenfeld 8. Cochem-Zell | 1. Distrito do Donnersberg (Donnersbergkreis) 2. Bitburg-Prüm 3. Germersheim 4. Kaiserslautern 5. Kusel 6. Mainz-Bingen 7. Mayen-Coblença (Mayen-Koblenz) 8. Neuwied | 1. Distrito do Reno-Hunsrück (Rhein-Hunsrück-Kreis) 2. Distrito do Reno-Lano (Rhein-Lahn-Kreis) 3. Distrito do Reno-Palatinado (Rhein-Pfalz-Kreis) 4. Estrada do Vinho do Sudoeste (Südliche Weinstraße) 5. Palatinado do Sudoeste (Südwestpfalz) 6. Tréveris-Sarreburgo (Trier-Saarburg) 7. Eifel Vulcânico (Vulkaneifel) 8. Distrito da Floresta Ocidental (Westerwaldkreis) |

12 cidades independentes (kreisfreie Städte):
1. Frankenthal
2. Kaiserslautern
3. Coblença (Koblenz)
4. Landau
5. Ludwigshafen no Reno (Ludwigshafen am Rhein)
6. Mainz
7. Neustadt na Estrada do Vinho (Neustadt an der Weinstrasse)
8. Pirmasens
9. Espira (Speyer)
10. Tréveris (Trier)
11. Worms
12. Zweibrücken

Até 31 de dezembro de 1999, os distritos da Renânia-Palatinado estavam agrupados em três regiões administrativas (Regierungsbezirke): Coblença (Koblenz), Tréveris (Trier) e Hesse Renano-Palatinado (Rheinhessen-Pfalz), quando foram dissolvidas.

## Demografia

### Religião
| Religião         | Montante  | Porcentagem |
| ---------------- | --------- | ----------- |
| Catolicismo      | 1,491,130 | 35,9%       |
| Protestantismo   | 1,008,874 | 24,3%       |
| Ateísmo e outras | 1,659,146 | 39,9%       |

A Renânia-Palatinado é um estado tradicionalmente católico, sendo o segundo estado mais religioso da Alemanha e o terceiro com maior proporção de católicos, mas juntamente com o resto do país, mostra uma forte tendência de queda na fé religiosa.

## Monumentos culturais
A Renânia-Palatinado possui uma rica herança cultural, com mais de 2000 anos de história, com várias cidades do estado sendo fundadas na época do Império Romano. Os Romanos deixaram construções importantes e um grande número de relíquias históricas. Na Idade Média, reis, imperadores, arcebispos e eleitores alemães que governavam a região também deixaram edifícios históricos no estado.

## Política

### Eleições regionais
| Ano  | %    | D   | %    | D   | %    | D   | %   | D   | %    | D   | %    | D   | %   | D   | %   | D   |
| Ano  | CDU  | CDU | SPD  | SPD | FDP  | FDP | KPD | KPD | DRP  | DRP | NPD  | NPD | GRÜ | GRÜ | AfD | AfD |
| ---- | ---- | --- | ---- | --- | ---- | --- | --- | --- | ---- | --- | ---- | --- | --- | --- | --- | --- |
| 1947 | 47,2 | 48  | 34,3 | 34  | 9,8  | 11  | 8,7 | 8   |      |     |      |     |     |     |     |     |
| 1951 | 39,2 | 43  | 34,0 | 38  | 16,7 | 19  | 4,4 | -   | 0,5  | -   |      |     |     |     |     |     |
| 1955 | 46,8 | 51  | 31,7 | 37  | 12,7 | 12  | 3,2 | -   | 2,9  | -   |      |     |     |     |     |     |
| 1959 | 48,4 | 52  | 34,9 | 37  | 9,7  | 10  |     |     | 5,1  | 1   |      |     |     |     |     |     |
| 1963 | 44,4 | 46  | 40,7 | 43  | 10,1 | 11  | 3,2 | -   |      |     |      |     |     |     |     |     |
| 1967 | 46,7 | 49  | 36,8 | 39  | 8,3  | 8   |     |     | 6,9  | 4   |      |     |     |     |     |     |
| 1971 | 50,0 | 53  | 40,5 | 44  | 5,9  | 3   | 2,7 | -   |      |     |      |     |     |     |     |     |
| 1975 | 53,9 | 55  | 38,5 | 40  | 5,6  | 5   | 1,1 | -   |      |     |      |     |     |     |     |     |
| 1979 | 50,1 | 51  | 42,3 | 43  | 6,4  | 6   | 0,7 | -   |      |     |      |     |     |     |     |     |
| 1983 | 51,9 | 57  | 39,6 | 43  | 3,5  | -   | 0,2 | -   | 4,5  | -   |      |     |     |     |     |     |
| 1987 | 45,1 | 48  | 38,9 | 40  | 7,3  | 7   | 0,8 | -   | 5,9  | 5   |      |     |     |     |     |     |
| 1991 | 38,7 | 40  | 44,8 | 47  | 6,9  | 7   |     |     | 6,5  | 7   |      |     |     |     |     |     |
| 1996 | 38,7 | 41  | 39,8 | 43  | 8,9  | 10  | 0,4 | -   | 6,9  | 7   |      |     |     |     |     |     |
| 2001 | 35,3 | 38  | 44,8 | 49  | 7,8  | 8   | 0,5 | -   | 5,2  | 6   |      |     |     |     |     |     |
| 2006 | 32,8 | 38  | 45,6 | 53  | 8,0  | 10  | 1,2 | -   | 4,6  | -   |      |     |     |     |     |     |
| 2011 | 35,3 | 41  | 35,7 | 42  | 4,3  | -   | 1,1 | -   | 15,4 | 18  |      |     |     |     |     |     |
| 2016 | 31,8 | 35  | 36,2 | 39  | 6,2  | 7   | 0,5 | -   | 5,3  | 6   | 12,6 | 14  |     |     |     |     |

### Governos Estaduais
| Período   | Partidos de Governo | Partidos de Governo | Partidos de Governo | Partidos de Governo | Partidos de Governo | Partidos de Governo | Partidos de Governo | Partidos de Governo | Maioria            |
| --------- | ------------------- | ------------------- | ------------------- | ------------------- | ------------------- | ------------------- | ------------------- | ------------------- | ------------------ |
| 1946-1947 |                     | CDU                 |                     | SPD                 |                     | KPD                 |                     |                     | Governo provisório |
| 1947      |                     | CDU                 |                     |                     |                     |                     |                     |                     | Governo provisório |
| 1947-1948 |                     | CDU                 |                     | SPD                 |                     | FDP                 |                     | KPD                 | 101 / 101          |
| 1948-1951 |                     | CDU                 |                     | SPD                 |                     |                     |                     |                     | 82 / 101           |
| 1951-1955 |                     | CDU                 |                     | FDP                 |                     |                     |                     |                     | 62 / 100           |
| 1955-1959 |                     | CDU                 |                     | FDP                 |                     |                     |                     |                     | 63 / 100           |
| 1959-1963 |                     | CDU                 |                     | FDP                 |                     |                     |                     |                     | 62 / 100           |
| 1963-1967 |                     | CDU                 |                     | FDP                 |                     |                     |                     |                     | 67 / 100           |
| 1967-1969 |                     | CDU                 |                     | FDP                 |                     |                     |                     |                     | 57 / 100           |
| 1969-1971 |                     | CDU                 |                     | FDP                 |                     |                     |                     |                     | 57 / 100           |
| 1971-1975 |                     | CDU                 |                     |                     |                     |                     |                     |                     | 53 / 100           |
| 1975-1976 |                     | CDU                 |                     |                     |                     |                     |                     |                     | 55 / 100           |
| 1976-1979 |                     | CDU                 |                     |                     |                     |                     |                     |                     | 55 / 100           |
| 1979-1983 |                     | CDU                 |                     |                     |                     |                     |                     |                     | 51 / 100           |
| 1983-1987 |                     | CDU                 |                     |                     |                     |                     |                     |                     | 57 / 100           |
| 1987-1988 |                     | CDU                 |                     | FDP                 |                     |                     |                     |                     | 55 / 100           |
| 1988-1991 |                     | CDU                 |                     | FDP                 |                     |                     |                     |                     | 55 / 100           |
| 1991-1994 |                     | SPD                 |                     | FDP                 |                     |                     |                     |                     | 54 / 101           |
| 1994-1996 |                     | SPD                 |                     | FDP                 |                     |                     |                     |                     | 54 / 101           |
| 1996-2001 |                     | SPD                 |                     | FDP                 |                     |                     |                     |                     | 53 / 101           |
| 2001-2006 |                     | SPD                 |                     | FDP                 |                     |                     |                     |                     | 55 / 101           |
| 2006-2011 |                     | SPD                 |                     |                     |                     |                     |                     |                     | 53 / 101           |
| 2011-2013 |                     | SPD                 |                     | GRÜ                 |                     |                     |                     |                     | 60 / 101           |
| 2013-2016 |                     | SPD                 |                     | GRÜ                 |                     |                     |                     |                     | 60 / 101           |
| 2016-     |                     | SPD                 |                     | FDP                 |                     | GRÜ                 |                     |                     | 52 / 101           |

### Lista de Ministros-Presidente
| Presidente | Presidente         | Início | Fim  | Partido                  |
| ---------- | ------------------ | ------ | ---- | ------------------------ |
|            | Wilhelm Boden      | 1946   | 1947 | União Democrata-Cristã   |
|            | Peter Altmaier     | 1947   | 1969 | União Democrata-Cristã   |
|            | Helmut Kohl        | 1969   | 1976 | União Democrata-Cristã   |
|            | Bernhard Vogel     | 1976   | 1988 | União Democrata-Cristã   |
|            | Carl-Ludwig Wagner | 1988   | 1991 | União Democrata-Cristã   |
|            | Rudolf Scharping   | 1991   | 1994 | Partido Social-Democrata |
|            | Kurt Beck          | 1994   | 2013 | Partido Social-Democrata |
|            | Malu Dreyer        | 2013   | -    | Partido Social-Democrata |